# Strigoderma viridicollis
Strigoderma viridicollis är en skalbaggsart som beskrevs av Schaeffer 1907. Strigoderma viridicollis ingår i släktet Strigoderma och familjen Rutelidae. Inga underarter finns listade i Catalogue of Life.